# Aketx
L'illot d'Aketx o Akatx al mar Cantàbric es troba a poca distància de la costa biscaïna, entre Gaztelugatxe i el cap Matxitxako. Forma part del biòtop protegit de Doniene Gaztelugatxe.
És un illot de tres hectàrees molt poc accessible i amb aspecte de penyal. Aquesta inaccessibilitat ofereix un entorn protegit per a les aus marines i hi crien unes 200 parelles d'ocell de tempesta, corb marí emplomallat i gavià de potes grogues.